# Long Buckby AFC
Long Buckby AFC is een voetbalclub uit Engeland, die in 1937 is opgericht en afkomstig is uit Long Buckby. De Club speelt anno 2021 bij United Counties Football League.

## Erelijst
- United Counties League Premier Division (1) : 2011-2012
- United Counties League Division Two (2) : 1970–71, 1971–72
- United Counties League Division Three (1) : 1969–70
- United Counties League Knock-Out Cup (2) : 1971–72, 1984–85
- Northamptonshire Junior Cup (1) : 1971–72
- Hillier Cup (1) : 2008–09
- Maunsell Cup (1) : 2009–10

## Records
- Beste FA Cup prestatie : Derde Kwalificatieronde, 2011-2012
- Beste FA Vase prestatie : Vijfde ronde, 2009-2010 & 2010-2011
- Meeste toeschouwers in een wedstrijd : 750 tegen Kettering Town